# Nogai Noyan
Nogai Noyan, Nogai Khan o Nokhai, que vol dir 'gos', tot i que de manera no despectiva, sinó com «llop» o altres animals) fou un noble mongol, cap d'un ulus i per un temps verdader dirigent de l'Horda d'Or.
El seu origen està en Teval, el setè fill de Jotxi (fill de Genguis Kan) que va tenir dos fills, Tàtar i Mongkadr. Tàtar va tenir un fill anomenat Nogai que va esdevenir el cap del ulus del seu avi. Les divisions entre els fills no eren territorials sinó tribals: quan un cap moria deixava la seva tribu entre diversos fills, i les seves zones de pastura eren indeterminades. Les tribus que van correspondre a Teval i després a Nogai foren els antic petxenegs.
Nogai es va destacar ja ben jove quan Batu el va designar al front de 10.000 homes al que avui dia és Moldàvia per defensar les fronteres. A la mort de Batu Khan (1255) i la pujada de Berke Khan (germà de Batu, 1257), aquest li va començar a atorgar més poder i va esdevenir cap de les forces mongoles; Se l'anomena el 1259 i 1260 junt amb Tulabugha, dirigint un exèrcit mongol que va assolar el Regne de Polònia a les ordes del general Burundai, ràtzia en que foren saquejades Sandomierz, Cracòvia i altres ciutats.
Després que la successió de Möngke es va establir i el seu germà Kublai Khan es va coronar com a Gran Khan, Hülegü va tornar a les seves terres el 1262. Quan va reunir els seus exèrcits per atacar els mamelucs i venjar la derrota de la batalla d'Ain Jalut, en canvi, es va veure arrossegat a una guerra civil amb Börke, el germà de Batu Kan, un musulmà convers i net de Genguis Kan, havia promès la seva ràbia després del saqueig de Bagdad per Hülegü i es va aliar amb els mamelucs. Nogai Noyan, cosí de l'executat Kutar, fou nomenat per dirigir l'exèrcit de l'Horda d'Or format per 30.000 homes. El seu pare Tatar hauria mort vers 1260 servin a Berke. El 1262 va derrotar el Terek a un exèrcit ilkhànida invasor.
Nogai va adquirir gran influència a l'Horda d'Or i arreu. L'emperador romà d'Orient Miquel VIII Paleòleg (que havia recuperat Constantinoble el 1261) li va demanar en 1265 una aliança contra el Segon Imperi Búlgar de Constantí Tikh, i el va convidar a assolar les ciutats búlgares a la costa de la mar Negra: Mesèmbria, Anquíalos, Sizòpolis, Agatòpolis i Kaistritza; totes foren devastades i Nogai va rebre valuosos regals de l'emperador; la seva filla Eufrosina Paleòleg, fou enviada al cap mongol com esposa (com abans Maria havia estat enviada a l'harem d'Hulagu).
La guerra amb Pèrsia va continuar el 1265 entre Berke i Abaqa (successor del seu pare Hulagu) i Nogai va dirigir l'exèrcit que va envair Pèrsia lluitant al riu Aksu on fou ferit a l'ull per una fletxa (prop de Tblisi), i es va haver de retirar sent perseguit més enllà del Kur per Abaqa que no obstant es va aturar quan va saber que s'acostava Berke amb reforços. Berke va morir quan els dos exèrcits estaven un front a l'altra i el seu cos fou portat a Saraitxuk i l'exèrcit es va retirar (1266). Nogai va marxar a la seva yurta al sud de Rússia.
Una Saga parla també d'un altre enllaç, una filla de Nogai es va casar amb Feodor Rostislovitch, net de Mitislaf Davidovitch de Smolensk; Feodor tenia alguns drets al tron de Yaroslav pel seu matrimoni amb Maria, l'hereva de l'anterior príncep, però aquesta va morir i els nobles de Yaroslav llavors no van voler reconèixer a Feodor que va optar per casar-se amb la princesa tàrtara que va agafar el nom cristià d'Anna. Nogai li va construir un palau a Sarai, li va cedir les ciutats de Chernigof, Kherson, Kazan i Bolghar, i el va ajudar a obtenir el poder a Yaroslavl. Aquestos fets són llegendaris però amb un rerefons de realitat.
La qüestió de si es va fer musulmà sota Berke és discutida, però figura en una llista de conversos enviada al sultà mameluc el 1262/1263 i el 1279/172 el mateix escrivia que era musulmà en una carta al sultà d'Egipte.
El 1375 l'exèrcit mongol va fracassar a Lituània i Nogai va enviar un exèrcit de refresc per Galítzia-Volínia (en què les forces d'aquest principat, que era el seu vassall, també foren mobilitzades) i els soldats de Galítzia van assetjar Grodno mentre els tàtars atacaven Novogrodek. Els atacs van aconseguir molt poc. En aquest temps se li havien sotmès els alans i els vlakhs.
Poc després Nogai apareix atacant Bulgària on governava Ivan Assèn III, que pretenia alliberar al seu poble del jou tàtar; Miquel VIII Paleòleg li havia donat la mà de la seva filla Maria, vídua de Constantí Assèn I de Bulgària mort per Ivan Assèn III com a mitjà per accedir al tron (1277); Ivan Assèn III fou derrotat en batalla pels tàtars i el príncep Jordi Terter, l'hereu legítim, va pujar al tron. Ivan Assèn III es va refugiar amb Nogai (1280). L'emperador romà d'Orient va enviar a Asanes, casat amb una germana d'Eufrosina (l'esposa de Nogai), per demanar al cap mongol que no donés suport a Ivan Assèn III contra Jordi Terter. Nogai va rebre bé els dos i els va escoltar i llavors va fer matar Ivan Assèn III i va celebrar una festa amb Asanes.
A la mort de Möngke Temür de l'Horda d'Or vers 1280 i va començar a aparèixer com a rival més que com a primer vassall del kan; al·legava que el territori que governava no pertanyia al kan sinó que l'havia conquerit per si mateix. Va donar suport al gran príncep Dimitri en contra del seu germà Andreu que tenia el suport de Tuda Mengü (Tuda Mangu) el germà i successor de Mangu Timur. Mercès al seu suport Dimitri va obtenir el tron.
Poc després Nogai va començar una guerra amb Tessàlia, en suport del seu sogre Miquel VIII contra el rebel Joan I Ducas el Sebastocrator. Nogai va enviar 4.000 homes; l'exèrcit de Miquel estava acampat prop de Lisimàquia i estava a punt de marxar quan l'emperador va caure malalt sobtadament. Llavors es va saber que els mongols ja arribaven i l'emperador va rebre els missatgers i els va agrair el ràpid enviament d'ajut. Poc després moria Miquel (11 de desembre del 1282) i el va succeir el seu fill Andrònic II Paleòleg que no va voler seguir la guerra; els tàtars no volien tornar amb les mans buides i l'emperador va ordenar al general Miquel Glaba, cap de la cavalleria, d'acompanyar-los al país dels tribal·lis (serbis), vells enemics de l'Imperi, que fou saquejat.
El 1284 un cos de tàtars que acampava al Danubi va creuar al riu per anar a saquejar Bulgària governada per Jordi Terter I, arribant fins a Tràcia i Macedònia però foren derrotats pel curopalata Umbertòpul, governador de Mesèmbria. El 1285 els valacs que ocupaven les terres entre Constantinoble i Bízie, sospitosos d'haver-se aliat als búlgars, foren deportats a Àsia; el rei Jordi Terter fou obligat pels romans d'Orient a donar la mà de la seva filla Soki al fill de Nogai.
A l'Horda d'Or el poder efectiu havia caigut en mans de Tulabugha si bé Tuda Mangu restava com a sobirà; Nogai era de fet independent, i l'hivern del 1285 al 1286 va iniciar l'expedició contra Hongria al costat de Tulabugha. A Hongria regnava Ladislau IV el Cumà, fill d'Esteve IV; la mare de Ladislau era turca; la columna tàrtara era molt forta però va perdre molts homes a causa de les pluges torrencials i les nevades que havien convertit el país en un fangar; a més els guies russos, o alguns, van trair als tàtars; les pèrdues en la retirada foren també notables i es diu que Tulabugha va haver de fugir amb només una dona i una bèstia de càrrega. Nogai, que participava en l'expedició, va patir pèrdues considerables; després d'Hongria, quan els tàtars passaven per Transylvània van haver de combatre al castell de Turusko, al districte habitat pels szeklers d'Aranysos, que els vabn emboscar, i on deu mil tàtars foren fets presoners; no obstant van poder destruir la fortalesa dels saxons a Nukud, la ciutat de Bistritz, el monestir de Sarivar, i algunes altres places; els membres de l'expedició no es van retirar tots, i alguns es van establir al país amb el nom de nogais, a la vora del Theiss (Tisza) on encara queden llocs que ho recorden com Tartar-Falva, Tartar-Szent-Mikklos, Tartar-Szent-Gyorg, Tartaros i Tartarszallasa; en una carta enviada pel papa Honori IV, aquest es queixava al rei hongarès per aliar-se amb l'infidel i es sospita que els tàtars foren cridats a Hongria pel mateix rei, política que finalment li va costar la vida (1290). Probablement les desgràcies d'aquesta expedició van ser una causa important en el trencament entre Tulabugha i Nogai.
El 1286 Nogai va forçar al rei Esteve Uroš II Milutin de Sèrbia a reconèixer la seva sobirania. El 1277 un moviment popular a Bulgària dirigida per Ivailo, va derrotar els mongols. El 1287-1288 Tulabugha i Nogai van fer una expedició (la tercera) contra Polònia però el resultat és incert; algunes fonts diuen que van fer 20.000 captius. Pel mateix temps Nogai va derrotar els búlgar i va assetjar a Ivaylo a Silistra. Ivaylo va intentar una aliança amb Nogai però aquest el va matar i va donar el tron a Jordi Terter I que seria el seu vassall. Quan Jordi va fugir a Constantinoble el 1292 Nogai va posar al tron a Smilets.
Des del refredament de les relacions amb l'Horda d'Or vers el 1287, el campament de Nogai fou refugi per tots els dissidents entre els quals els fills de Mangu Timur, dirigits per Toktu o Toqtaï, les intrigues del qual van acabar al final amb la deposició i mort de Tulabugha (1290). Toktu (Toqtaï o Toqto’té), va pujar al tron amb el nom de Ghiyath al-Din (1290-1312) sota influència de Nogai. No va pujar el mateix al tron perquè la seva besàvia era una concubina i, per tant, tenia menys dret, però esperava poder manipular a Toktu.
Poc després Nogai enviava a la seva dona Bilak Khatun a la cort de Toktu, com el seu agent a través de la qual esperava exercir influència; però aquesta pretensió de Nogai va molestar a Toktu, que volia governar per a si mateix i es va produir el trencament. Les dues famílies estaven entrellaçades: Kelmish, la germana de Mangu Timur, s'havia casat amb el kunkurat Saljidai Gurkhan; van tenir un fill, Yailak, i una filla, Olju. Yailak es va casar amb Katak, la filla de Nogai i Olju fou l'esposa del seu oncle Mangu Timur i mare de Toktu. Així Yailak era l'oncle de Toktu i el gendre de Nogai. Aquest no havia acabat d'adoptar l'islam com altres prínceps de l'Horda d'Or, però la seva filla Katak si que es va convertir per la força i el seu marit a més la va maltractar. Nogai de fet, fora d'un incerta conversió 25 anys abans probablement per interessos polítics, va romandre xamanista el que li va concedir el suport de molts mongols. Nogai va recordar a Toktu les obligacions que tenia envers ell, sense resultat, ni tampoc una segona ambaixada; després va ordenar als sus fills marxar contra el kan. Marco Polo diu que Toktu fou instigat a la guerra per dos fills de Tuda Mangu que havia estat deposat (i potser mort) per Nogai; i segons Nuwayri, molts caps s'havien refugiat amb Nogai i aquest no els va voler entregar i això sembla que fou una altra causa de la guerra.
Segons Nuwayri, Nogai tenia un exèrcit de 200.000 homes; els dos bàndols van lliurar batalla a Yaksi "entre els dos països" (segurament al Dnièper). Toktu fou derrotat i es va retirar i Nogai no el va perseguir i es va retirar amb el botí. Sembla que la causa de no perseguir-lo fou que els genovesos de Crimea havien matat al seu net Agtji mentre recaptava els tributs pel seu avi, i Nogai llavors va anar a les possessions genoveses i les va assolar. Segons Rashid al-Din, Toktu es va presentar al Ozy (Dniper) el 1298 amb 300.000 homes però com que el riu no estava glaçat no el va poder creuar i es va retirar per passar l'estiu al Don.
A l'any següent Nogai va creuar el Don i Toktu va reunir el seu exèrcit precipitadament i es va lliurar batalla a un lloc anomenat Tejesmari, al Don, on Toktu fou derrotat i es va retirar a Sarai; dos fills de Tuda Mangu van combatre al costat de Toktu i van fugir junt amb aquest al final de la batalla. Nogai de manera prudent va tornar al darrere el Dnièper saquejant pel camí la ciutat de Krim on van fer molts presoners que Nogai va fer alliberar. Alguns caps de l'exèrcit van escriure a Toktu i li van oferir trair a Nogai i entregar-lo; el complot es va estendre als fills de Nogai i el segon fill, Taga o Teke, al que es va prometre el tron, va entrar en el complot i llavors els conjurats el van fer presoner. Chaga el seu germà gran va marxar contra els revoltats i els va derrotar i Teke va fugir a la nit amb 300 partidaris. Toktu va decidir aprofitar el conflicte i va creuar el Dnièper amb 600.000 mil homes (xifra sens dubte exagerada) i va acampar al riu Berka o Bug prop del campament enemic i quan Nogai es va presentar amb 300.000 homes va fingir que estava malalt i que sempre havia estat lleial als kans i que qualsevol deslleialtat era cosa dels seus fills; mentre Chaga havia creuat el riu a poca distància per sorprendre a l'enemic per darrere; però Toktu se'n va assabentar i va preparar la batalla; la lluita fou ferotge i finalment Toktu va aconseguir la victòria. Aquesta batalla s'hauria llirat al Kagamlik prop del Dnièper. Nogai es va retirar amb mil homes al país dels kelards (hongaresos).
En la fugida fou ferit per un rus al servei de Toktu, i va morir en ruta, o segons una altra versió un rus el va ferir i li va demanar ser portat davant Toktu, però l'oficial li va tallar el cap i el va portar al kan, el qual es va queixar que un soldat hagués matat a un noble mongol, i va fer matar el rus. Toktu va tornar a Sarai. Això hauria passat el 1299. L'Horda que va governar va agafar el seu nom. Jordi Paquimeres diu que el Kuzimpaxis (el cap dels xamans) a la mort de Nogai, va agafar la seva dona Chini i fill Buri i va fugir per mar cap a Pèrsia, però a causa de mals vents va arribar a Heraclea Pòntica on fou fet presoner però fou perdonat i alliberat quan va esdevenir cristià; Von Hammer diu que el seu nom era Kasim Beg. Chini i Buri foren acollits per Ghazan.
Nogai va deixar tres fills, Chuke (Chaga) el Tzakas dels romans d'Orient, Teke o Taga, i Buri (aquest darrer estava casat amb una filla d'Abaqa de Pèrsia). Va deixar també dues filles, Togulja, casada amb Taz, dill de Munjuk, un oficial de Toktu, que foren els pares d'un fill anomenat Aktaji; i una altra filla de nom Kayan, casada amb Yailak, ja abans esmentada. La mare de Chuke o Chaga es deia Alakka o khatun Alagh (Алаг) i era la seva esposa principal. Fou Chaga el que va succeir al seu pare en el que quedava del seu ulus.